# Att angöra en brygga
Pour plus de détails, voir Fiche technique et Distribution.
Att angöra en brygga, traduit en français par De l'art de faire escale, est un film burlesque suédois du duo comique Hasseåtage sorti en 1965.

## Synopsis
Un groupe d'amis organise un festin d'écrevisses sur Ensamholmen, une île éloignée de l'archipel de Stockholm. Sur cette île vit un vieux pêcheur surnommé « Garbo » (Hans Alfredson), surnom donné du fait de son grand intérêt pour les stars de cinéma américaines. Trois des participants, Berit (Monica Zetterlund), Lennart (Gösta Ekman) et Inez (Katie Rolfsen), sont déjà sur l'île, attendant l'arrivée des quatre autres convives par voilier. Kalle (Lars Ekborg), époux de Berit, s'avère être un piètre navigateur, et l'accostage se révèle plus compliqué que prévu.

## Distribution
- Hans Alfredson : « Garbo »
- Birgitta Andersson : Mona
- Tage Danielsson : directeur Olsson
- Lars Ekborg : Kalle
- Gösta Ekman : Lennart
- Hans Furuhagen : Walter
- Jim Hughes : l'homme trouvant le message dans la bouteille
- Katie Rolfsen : Inez
- Monica Zetterlund : Berit

## Production
Le film est écrit par le duo comique suédois Hasseåtage, soit Hans Alfredson et Tage Danielsson. Tage Danielsson a signé la réalisation du film, et chaque membre du duo tiennent un rôle à l'écran. Outre les deux humoristes, le film met en scène Birgitta Andersson, Lars Ekborg, Gösta Ekman et Monica Zetterlund.
Att angöra en brygga est le deuxième film du duo Hasse et Tage. Il succède à Svenska bilder sorti l'année précédente, en 1964.
Le film est tourné en noir et blanc et en couleur. Le tournage s'est déroulé sur l'île Högdusen de l'archipel de Stockholm.
La musique du film est signée de Lars Färnlöf et Charles Redland.
Le film est produit par AB Svensk Filmindustri et AB Svenska Ord, société des deux humoristes.

## Sortie
L'avant-première du film a eu lieu le 26 décembre 1965 au cinéma Röda Kvarn de Stockholm.